# Музей 5-го Гусарского Александрийского полка
Музей 5-го гусарского Александрийского полка — военно-исторический музей, посвящённый истории 5-го гусарского Александрийского Её Величества Государыни Императрицы Александры Фёдоровны полка. Открыт в Самаре 12 сентября 2016 года, размещается в здании Военно-исторического музея Краснознамённого Приволжско-Уральского военного округа. В настоящий момент[когда?]

 является единственным музеем в России, посвящённым одному из родов лёгкой кавалерии — гусарам.

## История
В конце 1920-х годов один из офицеров Пятого гусарского Александрийского полка — полковник Топорков — создал на своей парижской квартире полковой музей. Однако после смерти полковника бесценное собрание исчезло[значимость факта?]. 12 сентября 2016 года музей был воссоздан в Самаре усилиями членов Союза "ВИК[уточнить] «Бессмертные гусары». Экспозиция музея размещена в двух залах Военно-исторического музея Центрального военного округа. Экспонаты, собранные в музее, рассказывают об истории Александрийского полка — начиная с формирования первых гусарских полков на территории Новороссии в середине XVIII века, заканчивая событиями Гражданской войны.
Значительная часть экспонатов музея посвящена самарскому периоду в истории 5-го гусарского Александрийского полка. В Самару полк был передислоцирован осенью 1910 года из польского города Калиша. Специально для гусар по распоряжению шефа полка — императрицы Александры Фёдоровны — в Самаре были построен комплекс казарм, названных горожанами «гусарскими». В составе Александрийского полка служило много самарцев, в том числе, представители известных дворянских родов — Карамзиных, Алашеевых, Батюшковых. В июле 1914 года полк отправился из Самары на театр боевых действий Первой мировой войны.

## Экспонаты
Среди экспонатов музея — документы, огнестрельное и холодное оружие, предметы гусарского обмундирования разных эпох: кивера, мерлитоны, ментики, доломаны, чикчиры. Здесь представлены точные копии мундиров гусаров Сербского гусарского полка (XVIII век) и «Гусаров смерти» Фридриха Великого. В экспозиции музея расположены фигуры кавалеристов верхом на лошадях — гусары в форме на 1812 год и период Первый мировой войны.
Экспонаты музея собирались членами клуба «Союз ВИК „Бессмертные гусары“» на протяжении многих лет. Часть артефактов была передана в музей потомками Александрийцев. Точная копия полкового штандарта 5-го гусарского Александрийского полка была вышита вручную специалистами государственного научно-исследовательского института реставрации. В 2017 году штандарт был освящён в самарском кафедральном соборе и передан 15-й Александрийской гвардейской мотострелковой бригаде.
14 января 2022 года губернатор Самарской области Дмитрий Азаров передал в дар музею полковой знак Александрийского полка, созданный по эскизу самарского дворянина Василия Карамзина — чёрный мальтийский крест с адамовой головой в центре.